# 遠山正彌
遠山 正彌（とおやま まさや、1947年4月28日 - ）は日本の脳科学者。大阪大学教授（1985年4月-2011年3月）、大阪府立病院機構理事長（2011年4月-）。
脳内神経ペプチドの化学的回路網の構築、神経伝達物質の生理作用の解明、精神疾患の分子機序の解明を行い国際的リーダーシップを取った。従来の解剖学的手法に分子生物学を導入し、「手法にとらわれる研究から目的により手法を選択する研究」への転換のパイオニアでもある。また発達障がいの研究にも取り組み、発達障がい研究とその成果の社会的実践を目的とする大学院、しかも大学の壁を乗り越えた、大阪大学、金沢大学、浜松医科大学の3大学横断型大学院を全国ではじめて大阪大学に設置した。現在では5大学に発展（大阪大学大学院連合小児発達学研究科：大阪大学、金沢大学、浜松医科大学、千葉大学、福井大学）。

## 経歴
医学部教授・堀内一彌の子として東京都で生まれる（長じてのち母方の遠山家の養子となる）。2歳より父の転勤により大阪に。1972年大阪大学医学部卒業、1972年5月大阪大学助手（医学部、高次神経施設神経解剖学部門）。1977年医学博士取得。1980年同助教授、1985年大阪大学医学部解剖学第二講座教授。この間1977年-1978年フランスクロードベルナール大学招聘研究員。2005年-2008年大阪大学医学部長、研究科長2009年-2011年大阪大学大学院連合小児発達学研究科長。2011年より大阪府立病院機構理事長。

## 受章歴と業績
受章歴
1991第28回ベルツ賞2等賞、第1回バイオビジネスコンペJAPAN最優秀賞（アルツハイマー研究），同第4回優秀賞（中枢神経軸索再生の研究）、ISIによる高頻度論文引用賞（神経科学）など　
主たる研究成果
神経伝達物質、神経ペプチドの脳内回路の解明と生理学的作（主な論文１－４など）
脳内回路を伝達物質、神経ペプチド、受容体の視点で解析、化学的神経回路網を明らかとした。さらに神経ペプチド、ノルアドレナリンが神経伝達に加えて神経回路形成に関係することを明らかにした研究で、各種神経ペプチドやノルアドレナリンおよびその受容体が脳内神経回路形成以前に発現することをまず解明。神経伝達物質としての役割以外に神経発生にも関与することを示した。さらにノルアドレナリンを胎生期に大脳皮質より除去すると大脳皮質錐体細胞の樹状突起の発達が未熟であることを明らかとした。
One neuron One transimitter説からの脱却　（主な論文２，３など）
神経細胞は従来より「単一の神経細胞は単一の伝達物質より作動される」とのDaleの法則が主であったが、単一の神経細胞は複数の神経伝達物質により作動することをスウェーデン学派と同時に解明し、さらに運動細胞ではアセチルコリンが主役で共存するペプチドがその補助作用を有することを明らかとした。
精神神経疾患や脳虚血神経細胞死の原因解明　（主な論文５－７，９，１０など）
アルツハイマー病、脳虚血の神経細胞死が小胞体の機能異常を起源とすること、統合失調症では自らのグループが見出したDBZなどの機能異常であることを示した。

## その他
大脳新皮質が爬虫類、鳥類より発現することをノルアドレナリンの回路網の比較発生学的検討より明らかにした。末梢神経再生機序の研究でも大きな貢献を果たした（主な論文８など）。また、認知症に経験的に投与されている漢方薬、抑肝散の効果が抑肝散に含まれる一成分が小胞体ストレスを抑制し神経細胞保護作用を発揮する結果であることを科学的に証明した。さらに人材育成にも貢献し、遠山門下より50人を超える教授が生まれた。また医学部長に就任直後に大阪大学医学部論文不正事件の対処に追われた。医学部は調査委員会を設置（委員長は遠山）、その結果不正を認め、当該研究責任者は４か月の停職処分とした。当該研究者処分をめぐり阪大本部と対立。これに対し、阪大本部（宮原総長）は鈴木副学長（当時）を調査委員長とし、停職14日の甘い処分を決め、遠山らと厳しく対立したが本部は多数を占める評議会で押し切った。遠山らは不正の根源として人事や研究費に関して過度な難関雑誌への発表依存、基礎的研究費の欠如、研究費配分体制の不透明性などがあると位置付けた。阪大本部のこの甘い処分が引き続き多発する科学者の不正に少なからぬ影響を与えたことは否めない。

## 発表論文
700近い論文を国際誌に発表。主な論文10編を以下に示す。
１）Shiosaka et al., J. comp. Neurol., 204:211-224(1982）
２）Kiyama et al., Neuroscience, 10:1341-1359(1983)
３）Takeda et al., Prc.　Nat.　Acad.　USA, 81:7647-7659(1984)
４）Ukawa et al., Nature, 395:555-556(1998)
５）Katayama et al., Nat. Cell Biol., 1:479-485(1999)
６）Tamatani et al., Nat. Med.,７：317-323(2001)
７）Imaizumi et al., Nat.　Cell Biol., 3：E104 （2001）
８）Yamashita and Tohyama, Nat.Neurosci.,6:461-467(2003)
９）Hitomi et al., J.　Cell Biol., 165:347-356(2004)
１０）Hattori et al., Mol.　Psychiatry, 12:398-467(2007)など

## 家族
妻遠山明子は柳澤文徳（東京医科歯科大学教授）の長女。父は堀内一彌（大阪市立大学教授）、母は堀内まり子（東京大学教授遠山郁三の4女）。兄は堀内弥太郎。1966年に遠山家と養子縁組。